# 勞倫·鮑威爾·喬布斯
羅琳·鮑威爾·賈伯斯（英語：Laurene Powell Jobs，1963年11月6日—）是分規制大學的總裁及創建者之一，同時是蘋果公司共同創始人兼前執行長史蒂夫·乔布斯遺孀，他們在1991年3月18日結婚。她負責管理勞倫·鮑威爾信託，前身為史蒂芬·喬布斯信託基金，該公司擁有華特迪士尼公司1.38億股股票（7.8％）己減持至4.17%（0.643204億股），使得她繼丈夫後成為第一大股東。截至2016年，她被富比士評為世界上最富有的人第44名。她及家族在《福布斯》2019年全球億萬富豪榜中名列第54位，資產達到186億美元。

## 简历
羅琳·鮑威爾·乔布斯在賓夕法尼亞大學拿到文學学士學位，其後在沃頓商學院獲得主修經濟學的理學士學位，緊接著又在斯坦福大學完成工商管理碩士。在1991年勞倫第一次懷孕後，她和乔布斯結婚。婚禮的主持者是佛教禅宗僧侶乙川弘文。
特拉·薇拉（Terra Vera，意指綠色地球）是羅琳·鮑威爾開辦的一家在加州北部向零售商和群眾出售一些健康有機食品的公司。同時她也是Achieva的董事會成員之一。Achieva是一家致力于通過網路軟體幫助學生提高學習和測驗能力的多次獲獎的教育公司。在就讀于沃頓商學院期間，羅琳一開始爲美林投資管理公司工作，後來又在高盛投資集團作爲固定收益投資策略師工作了3年。
羅琳·鮑威爾如今將目光投向了一些非盈利性的企業或組織，對教育、女性權益和文化發展方面特別關注。現在，她的董事會管理從屬機構包括：美國教育支持委員會、關愛支持女性基金、北加州公共廣播組織、EdVoice（加州公立學校發展會）、新美國基金會、史丹佛學院有限公司、新學院投資基金、顧問委員會以及史丹佛商學院。